# 4-es busz (Szigetvár)
A szigetvári 4-es busz az Autóbusz-állomás és Becefa, forduló között közlekedett. A járatot a Pannon Volán Zrt. üzemeltette. Helyette a 2-es busz közlekedik.

## 4A
A járatnak létezett egy betétjárata 4A jelzéssel, amely az Autóbusz-állomás és Zsibót, harangláb között közlekedett.

## Járművek
A járaton főként Ikarus 266 és Credo EC 12 típusú autóbuszok közlekedtek.

## Útvonal
| Autóbusz-állomás → Becefa, forduló | Becefa, forduló → Autóbusz-állomás |
| --- | --- |
| - Autóbusz-állomás - Istvánffy Miklós utca - Sánc utca - József Attila utca - -es főút - Turbékpuszta - Zsibót-Szőlőhegy - 66122. számú út - Zsibót - 66122. számú út - Becefa, forduló | - Becefa, forduló - 66122. számú út - Zsibót - 66122. számú út - Zsibót-Szőlőhegy - Turbékpuszta - -es főút - József Attila utca - Sánc utca - Istvánffy Miklós utca - Autóbusz-állomás |

## Megállóhelyei
| idő | megállóhely neve          | idő | átszállási kapcsolatok                                  | intézmények                                        |
| --- | ------------------------- | --- | ------------------------------------------------------- | -------------------------------------------------- |
| 0   | Autóbusz-állomás          | 23  | 1, 1A, 1B, 2, 2A, 3, 5, 5A, 7 Gyékényes–Pécs-vasútvonal | Szigetvár, Gimnázium, Piac                         |
| 1   | Sánc utca                 | ∫   | 3, 5, 5A                                                |                                                    |
| ∫   | Posta                     | 21  | 2, 2A, 5, 5A                                            | Posta                                              |
| 3   | Halászcsárda              | 20  | 2, 2A, 3, 5, 5A                                         | Dr. Raksányi Árpád Integrált Szociális Intézmény   |
| 5   | Turbéki temető            | 18  |                                                         | Temető                                             |
| 7   | Tsz. major                | 16  |                                                         |                                                    |
| 10  | Turbéki Szociális otthon  | 13  |                                                         | Mozsgó-Turbékpusztai Integrált Szociális Intézmény |
| 12  | Szilvási csárda           | 11  |                                                         | Szilvási csárda                                    |
| 15  | Domolospuszta bejárati út | 8   |                                                         | Domolospuszta                                      |
| 17  | Zsibót, harangláb         | 6   | 5                                                       | Harangláb                                          |
| 19  | Domolospuszta bejárati út | 4   |                                                         | Domolospuszta                                      |
| 23  | Becefa, forduló           | 0   | 5, 5A                                                   | Becefa                                             |

## Külső hivatkozások
- A 4-es járat menetrendje
- A 4A járat menetrendje
- Pannon Volán Zrt.